# 박새 (식물)
박새는 여로과 여로속의 여러해살이풀이다. 여로, 대화여로, 종려초, 백려로, 동운초라고도 부르는 백합과 유독성 식물이다. 예로부터 한국과 만주 지방에서 자라온 풀로 뿌리는 토제로 썼다고 하며 여러 종의 박새속을 모두 여로라 불렀다고 “성지”에 기록되어 있다. 동북아시아에 분포한다. 알뿌리에 제르빈(jervine), 베라트린(veratrine) 등의 알칼로이드계 독을 지니고 있다. 이 독을 제거하면 약용식물로도 사용이 가능하다.

## 특징
원줄기는 곧게 서며 속은 비어 있고 모양은 원주형이다. 잎은 어긋하여 나는데 밑부분의 것은 엽초만으로 원줄기를 둘러싸고 가운데 부분의 것은 넓은 타원형으로 세로 주름이 많이 진다. 큰 것은 길이 30cm, 너비 20cm 이상 자란다. 6-8월에 연한 황백색 꽃이 피는데 원줄기 끝의 원추 모양 꽃차례에서 촘촘히 자란다. 꽃차례에는 양털같이 고운 털이 난다. 수꽃과 암꽃이 있고 화피 열편은 여섯 개씩이며 수술이 있다. 자방에는 털이 있고 암술머리는 세 개다. 10월에 삭과가 여무는데 삭과는 계란 모양의 타원형이고 윗부분은 세 갈래로 갈라진다.